# 인터폴 (1981년 영화)
"인터폴"은 한국에서 제작된 김선경 감독의 1981년 범죄, 액션 영화이다. 강용석 등이 주연으로 출연하였고 정창화 등이 제작에 참여하였다.

## 출연

### 주연
- 강용석
- 박애나
- 텐풍
- 이해룡

## 기타
- 조명: 오영권
- 붐어시스턴트: 이재웅